# Villa Prenker
Villa Prenker i Kungsör är ett av Bruno Mathssons så kallade glashus. Det uppfördes 1955 åt kontorsmöbelfabrikanten Helge Prenker och användes dels för en utställningshall för kontorsmöbler och kontor, dels som familjebostad.

## Beskrivning
Ytan är på sammanlagt 255 kvadratmeter. Planformen är påverkad av tomtens form och påminner om ett Drakenplan sett uppifrån. Flygplanets form hade också inspirerat Bruno Mathsson.

## Bildgalleri

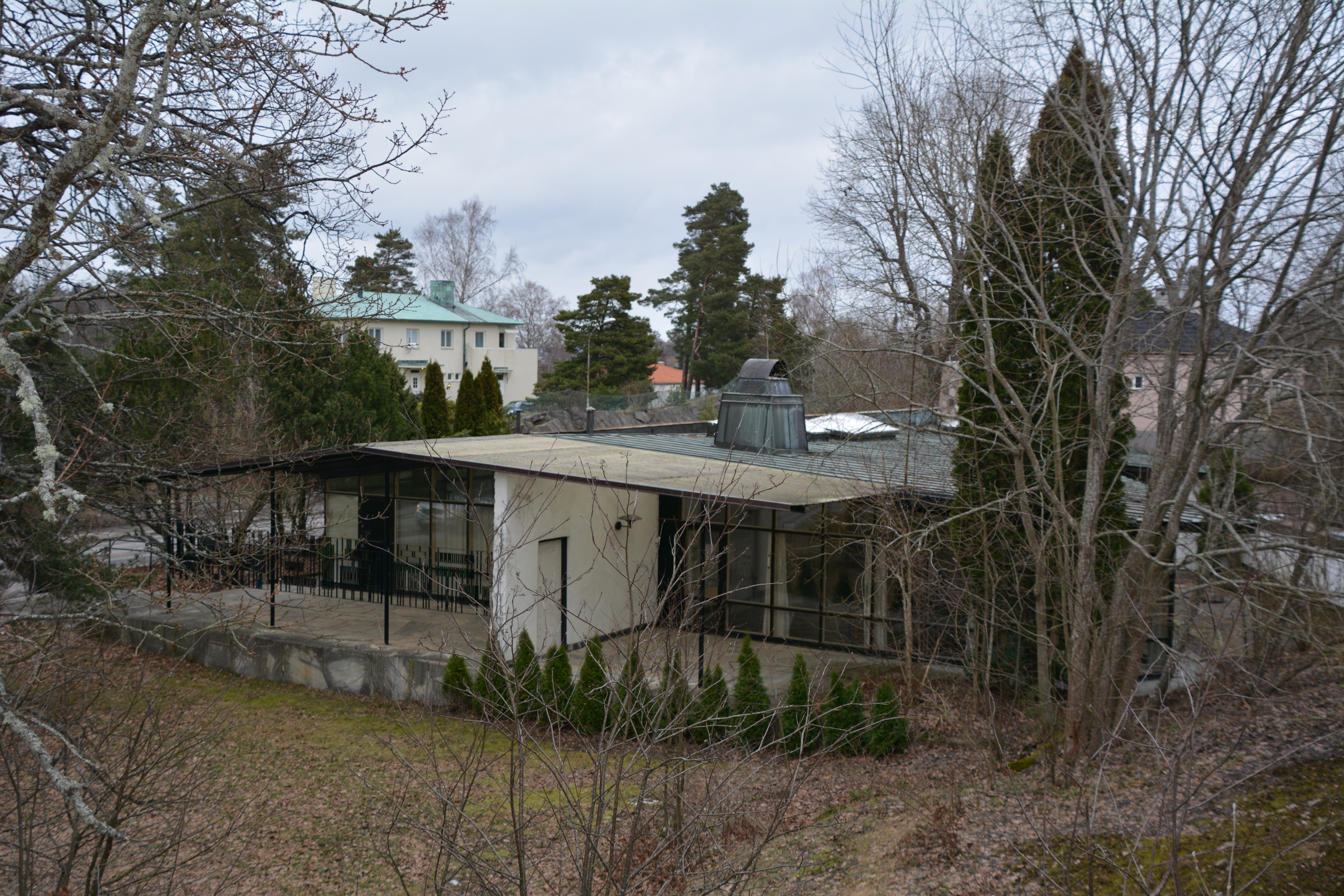
Mot väster
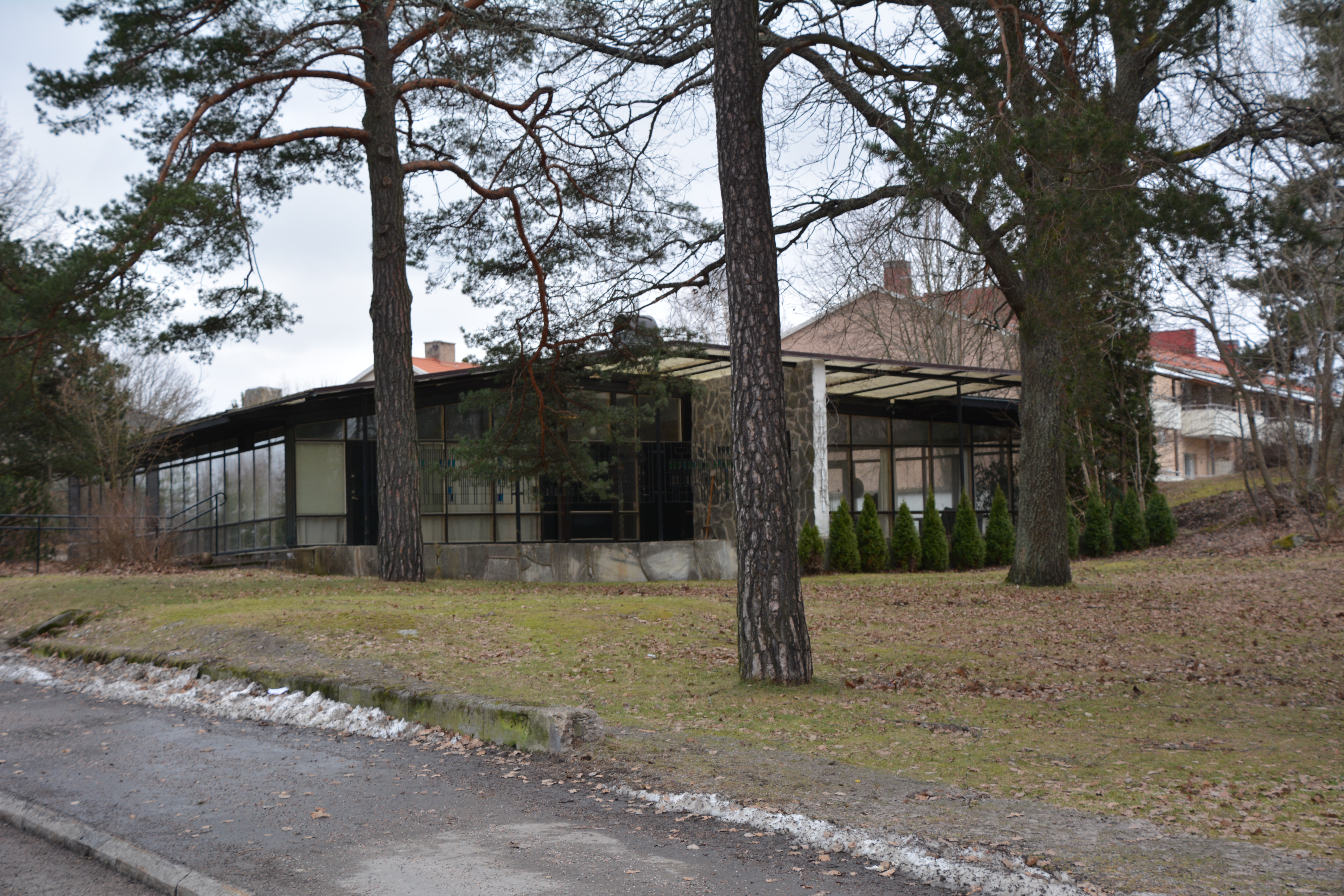
Mot väster
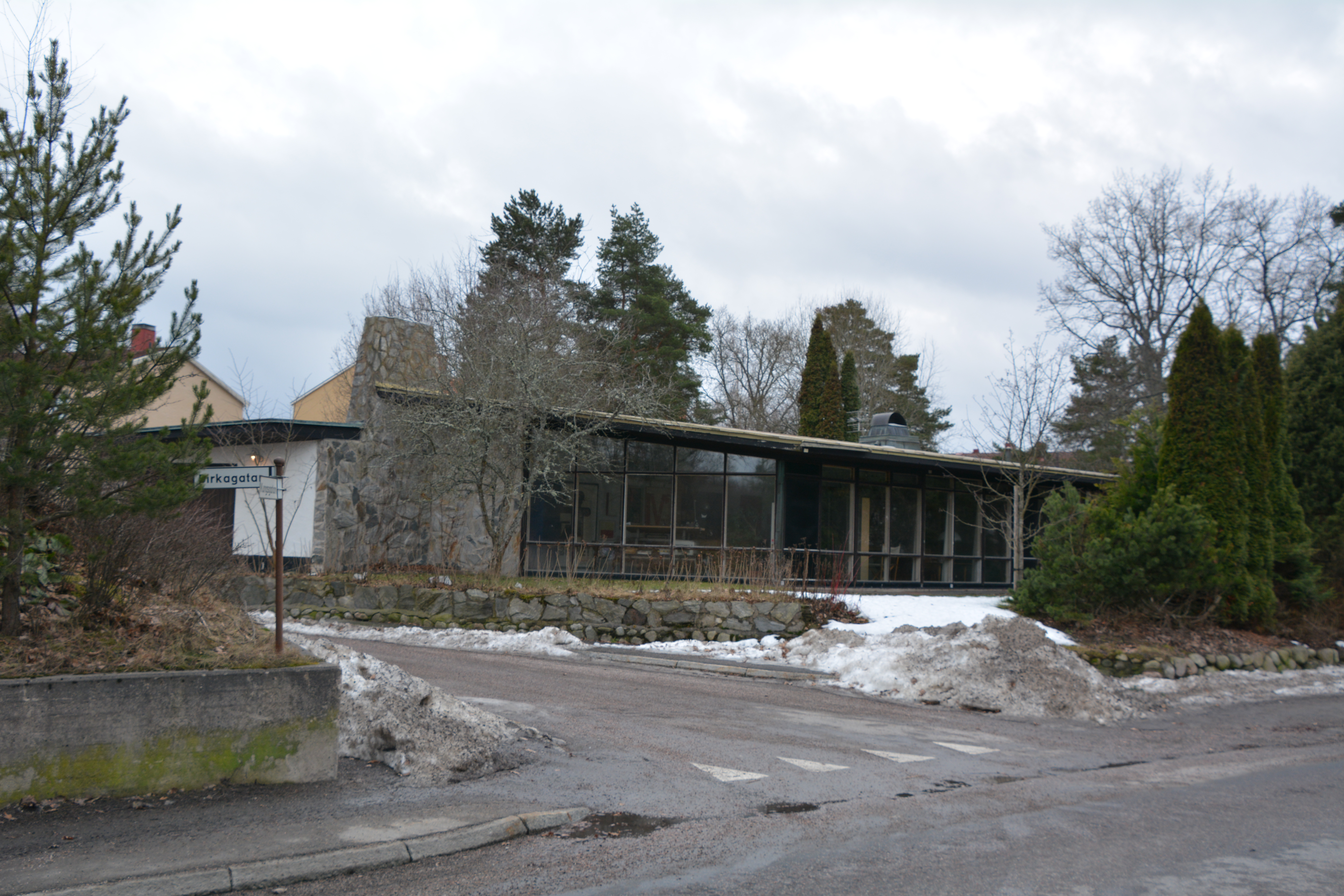
Mot norr
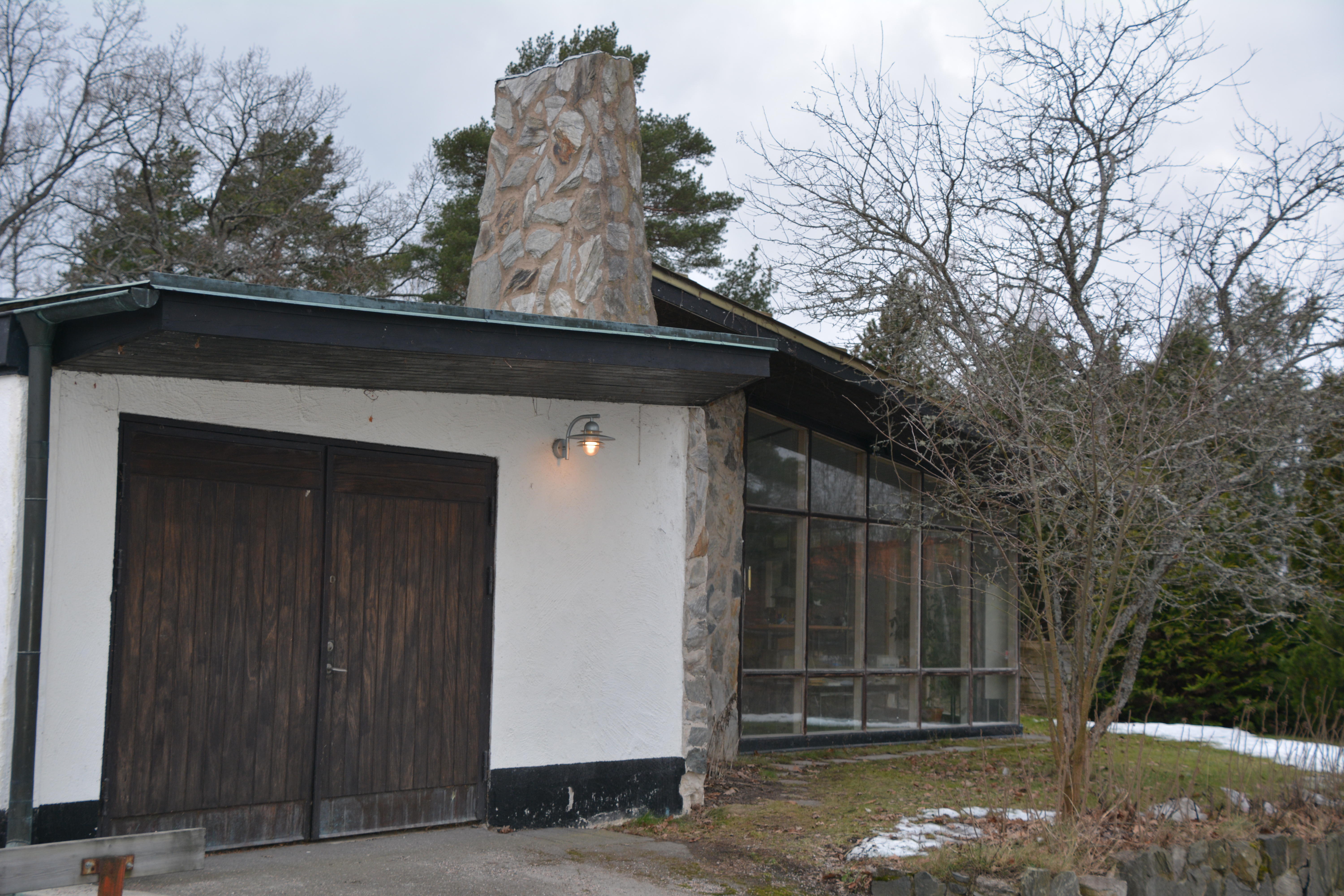
Mot öster
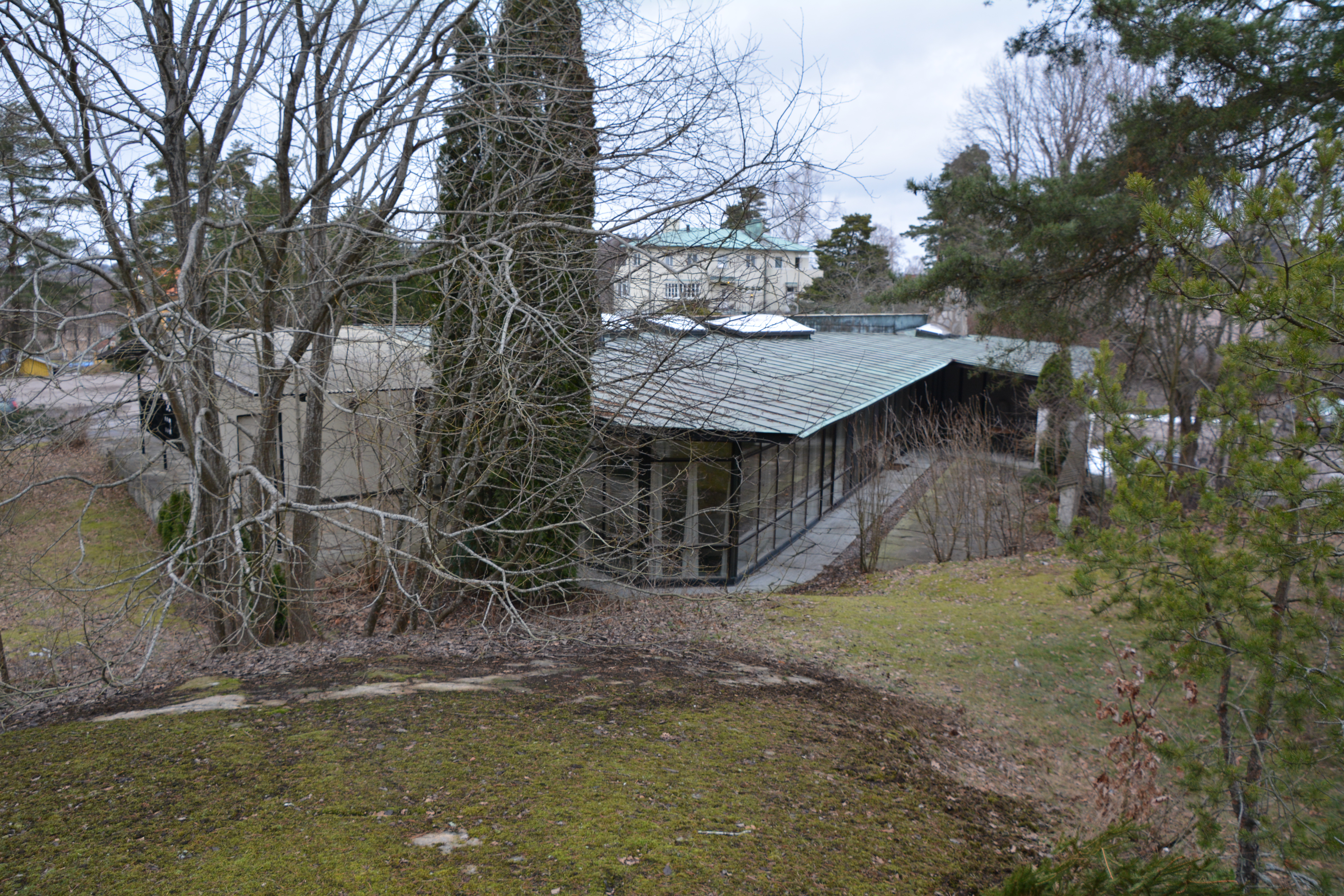
Mot söder